# 200 на сат
200 на сат је дебитантски студијски албум српског денс музичара Ивана Гавриловића, издат 1994. године за издавачке куће МАТ, Змекс и Еуро центар. Насловна нумера је била један од највећих денс хитова деведесетих, и овај албум је од певача направио велику звезду, и био микс денса и фолк музике, тада често називан техно-фолк. Снимљен је музички спот за ову песму, као и за песму Удри громе, а издвојили су се хитови Дошао сам да те женим и Певај. Продуцент је био Рама Дамир, а аранжер албума Зоран Радетић, док су пратеће вокале певали Дејан Бодловић и Раца Милојевић. Музику и текстове за многе од песама радио је сам извођач.

## Списак песама
Аутор(и) свих текстова: 1, 2, 3, 5, 6, 7, 8 Иван Гавриловић, 1, 4, 8 Раца Милојевић, 5, 6 Дејан Бодловић, аутор(и) свих песама: 2, 3, 7 Иван Гавриловић, 1, 4, 8 Раца Милојевић и 5, 6 Дејан Бодловић.
| №  | Назив                 | Трајање |  |
| 1. | 200 на сат            |         |  |
| 2. | Певај                 |         |  |
| 3. | Младости              |         |  |
| 4. | Остани                |         |  |
| 5. | Дошао сам да те женим |         |  |
| 6. | Удри громе            |         |  |
| 7. | Дођи ми               |         |  |
| 8. | Кога сада љубим       |         |  |